# (34574) 2000 SW319
2000 SW319 (asteroide 34574) é um asteroide da cintura principal. Possui uma excentricidade de 0.09843150 e uma inclinação de 8.55364º.
Este asteroide foi descoberto no dia 27 de setembro de 2000 por LINEAR em Socorro.